# Rionegro del Puente
Rionegro del Puente é um município da Espanha na província de Zamora, comunidade autónoma de Castela e Leão, de área 53 km² com população de 345 habitantes (2007) e densidade populacional de 7,17 hab/km².

## Demografia
| Variação demográfica do município entre 1991 e 2004 | Variação demográfica do município entre 1991 e 2004 | Variação demográfica do município entre 1991 e 2004 | Variação demográfica do município entre 1991 e 2004 |
| --------------------------------------------------- | --------------------------------------------------- | --------------------------------------------------- | --------------------------------------------------- |
| 1991                                                | 1996                                                | 2001                                                | 2004                                                |
| 444                                                 | 427                                                 | 384                                                 | 385                                                 |